# Aldenham
Aldenham – wieś w Anglii, w hrabstwie Hertfordshire, w dystrykcie Hertsmere. Leży 24 km na południowy zachód od miasta Hertford i 25 km na północny zachód od centrum Londynu. Miejscowość liczy 373 mieszkańców.